# Boks na Letnich Igrzyskach Olimpijskich 2012
Boks na Letnich Igrzyskach Olimpijskich 2012 rozegrany został między 28 lipca a 12 sierpnia w londyńskiej hali ExCeL.

## Kategorie wagowe

### Mężczyźni
- papierowa – do 49 kg
- musza – do 52 kg
- kogucia – do 56 kg
- lekka – do 60 kg
- lekkopółśrednia – do 64 kg
- półśrednia – do 69 kg
- średnia – do 75 kg
- półciężka – do 81 kg
- ciężka – do 91 kg
- superciężka – ponad 91 kg

### Kobiety
- musza – do 51 kg
- lekka – do 60 kg
- średnia – do 75 kg

## Kwalifikacje

### Mężczyźni
| Zawody                             | Data przeprowadzenia              | Gospodarz       | Miejsc |
| ---------------------------------- | --------------------------------- | --------------- | ------ |
| World Series of Boxing             | 1 kwietnia – 7 maja 2011          | –               | 5      |
| Mistrzostwa Świata w Boksie 2011   | 26 września – 8 października 2011 | Baku            | 92     |
| Turniej kwalifikacyjny dla Oceanii | 23 marca – 29 marca 2012          | Darwin          | 10     |
| Turniej kwalifikacyjny dla Azji    | 1 kwietnia – 8 kwietnia 2012      | Astana          | 56     |
| Turniej kwalifikacyjny dla Europy  | 14 kwietnia – 22 kwietnia 2012    | Stambuł         | 78     |
| Turniej kwalifikacyjny dla Afryki  | 29 kwietnia – 7 maja 2012         | Casablanca      | 52     |
| Turniej kwalifikacyjny dla Ameryki | 13 maja – 21 maja 2012            | Rio de Janeiro  | 54     |
| Dzikie karty                       | –                                 | –               | 8      |
| Gospodarz                          | –                                 | Wielka Brytania | 5      |
| Razem                              |                                   |                 | 250    |

### Kobiety
| Zawody                                  | Data przeprowadzenia | Gospodarz       | Miejsc |
| --------------------------------------- | -------------------- | --------------- | ------ |
| Mistrzostwa Świata w Boksie Kobiet 2012 | 9–20 maja 2012       | Chongqing       | 24     |
| Dzikie karty                            | –                    | –               | 11     |
| Gospodarz                               | –                    | Wielka Brytania | 1      |
| Razem                                   |                      |                 | 36     |

## Kalendarz
| E | Eliminacje | R | 1/8 finału | ¼ | Ćwierćfinały | ½ | Półfinały | F | Finał |

| Data →                        | Sob. 28 | Sob. 28 | Niedz. 29 | Niedz. 29 | Pon. 30 | Pon. 30 | Wt. 31 | Wt. 31 | Śr. 1 | Śr. 1 | Czw. 2 | Czw. 2 | Pt. 3 | Pt. 3 | Sob. 4 | Sob. 4 | Niedz. 5 | Niedz. 5 | Pon. 6 | Pon. 6 | Wt. 7 | Wt. 7 | Śr. 8 | Śr. 8 | Czw. 9 | Czw. 9 | Pt. 10 | Pt. 10 | Sob. 11 | Niedz. 12 |
| Konkurencja ↓                 | P       | W       | P         | W         | P       | W       | P      | W      | P     | W     | P      | W      | P     | W     | P      | W      | P        | W        | P      | W      | P     | W     | P     | W     | P      | W      | P      | W      | W       | P         |
| ----------------------------- | ------- | ------- | --------- | --------- | ------- | ------- | ------ | ------ | ----- | ----- | ------ | ------ | ----- | ----- | ------ | ------ | -------- | -------- | ------ | ------ | ----- | ----- | ----- | ----- | ------ | ------ | ------ | ------ | ------- | --------- |
| Waga papierowa mężczyzn       |         |         |           |           |         |         | E      | E      |       |       |        |        |       |       | R      | R      |          |          |        |        |       |       |       | ¼     |        |        | ½      |        | F       |           |
| Waga musza mężczyzn           |         |         |           |           | E       | E       |        |        |       |       |        |        | R     | R     |        |        |          |          |        |        |       | ¼     |       |       |        |        |        | ½      |         | F         |
| Waga kogucia mężczyzn         | E       | E       |           |           |         |         |        |        | R     | R     |        |        |       |       |        |        |          | ¼        |        |        |       |       |       |       |        |        | ½      |        | F       |           |
| Waga lekka mężczyzn           |         |         | E         | E         |         |         |        |        |       |       | R      | R      |       |       |        |        |          |          |        | ¼      |       |       |       |       |        |        |        | ½      |         | F         |
| Waga lekkopółśrednia mężczyzn |         |         |           |           |         |         | E      | E      |       |       |        |        |       |       | R      | R      |          |          |        |        |       |       |       | ¼     |        |        | ½      |        | F       |           |
| Waga półśrednia mężczyzn      |         |         | E         | E         |         |         |        |        |       |       |        |        | R     | R     |        |        |          |          |        |        |       | ¼     |       |       |        |        |        | ½      |         | F         |
| Waga średnia mężczyzn         | E       | E       |           |           |         |         |        |        |       |       | R      | R      |       |       |        |        |          |          |        | ¼      |       |       |       |       |        |        | ½      |        | F       |           |
| Waga półciężka mężczyzn       |         |         |           |           | E       | E       |        |        |       |       |        |        |       |       | R      | R      |          |          |        |        |       |       |       | ¼     |        |        |        | ½      |         | F         |
| Waga ciężka mężczyzn          |         |         |           |           |         |         |        |        | R     | R     |        |        |       |       |        |        |          | ¼        |        |        |       |       |       |       |        |        | ½      |        | F       |           |
| Waga superciężka mężczyzn     |         |         |           |           |         |         |        |        | R     | R     |        |        |       |       |        |        |          |          |        | ¼      |       |       |       |       |        |        |        | ½      |         | F         |
| Waga musza kobiet             |         |         |           |           |         |         |        |        |       |       |        |        |       |       |        |        | R        |          | ¼      |        |       |       | ½     |       | F      |        |        |        |         |           |
| Waga lekka kobiet             |         |         |           |           |         |         |        |        |       |       |        |        |       |       |        |        | R        |          | ¼      |        |       |       | ½     |       | F      |        |        |        |         |           |
| Waga średnia kobiet           |         |         |           |           |         |         |        |        |       |       |        |        |       |       |        |        | R        |          | ¼      |        |       |       | ½     |       | F      |        |        |        |         |           |

## Medaliści

### Mężczyźni
| Konkurencja          | Złoto                  | Srebro                          | Brąz                                                       |
| waga papierowa       | Zou Shiming (CHN)      | Kaeo Pongprayoon (THA)          | Paddy Barnes (IRL) Dawid Ajrapetian (RUS)                  |
| waga musza           | Robeisy Ramírez (CUB)  | Njambajaryn Tögscogt (MNG)      | Misza Ałojan (RUS) Michael Conlan (IRL)                    |
| waga kogucia         | Luke Campbell (GBR)    | John Joe Nevin (IRL)            | Lázaro Álvarez (CUB) Satoshi Shimizu (JPN)                 |
| waga lekka           | Wasyl Łomaczenko (UKR) | Han Soon-chul (KOR)             | Yasniel Toledo (CUB) Evaldas Petrauskas (LTU)              |
| waga lekkopółśrednia | Roniel Iglesias (CUB)  | Denys Berinczyk (UKR)           | Vincenzo Mangiacapre (ITA) Uranczimegijn Mönch-Erden (MGL) |
| waga półśrednia      | Seryk Säpijew (KAZ)    | Fred Evans (GBR)                | Taras Szełestiuk (UKR) Andriej Zamkowoj (RUS)              |
| waga średnia         | Ryōta Murata (JPN)     | Esquiva Falcão Florentino (BRA) | Anthony Ogogo (GBR) Abbos Atoyev (UZB)                     |
| waga półciężka       | Jegor Miechoncew (RUS) | Ädylbek Nijazymbetow (KAZ)      | Yamaguchi Falcão (BRA) Ołeksandr Hwozdyk (UKR)             |
| waga ciężka          | Ołeksandr Usyk (UKR)   | Clemente Russo (ITA)            | Terweł Pulew (BUL) Teymur Məmmədov (AZE)                   |
| waga superciężka     | Anthony Joshua (GBR)   | Roberto Cammarelle (ITA)        | Məhəmmədrəsul Məcidov (AZE) Iwan Dyczko (KAZ)              |

### Kobiety
| Konkurencja  | Złoto                  | Srebro                   | Brąz                                         |
| waga musza   | Nicola Adams (GBR)     | Ren Cancan (CHN)         | Mary Kom (IND) Marlen Esparza (USA)          |
| waga lekka   | Katie Taylor (IRL)     | Sofja Oczigawa (RUS)     | Mawzuna Czorijewa (TJK) Adriana Araújo (BRA) |
| waga średnia | Claressa Shields (USA) | Nadieżda Torłopowa (RUS) | Marina Wolnowa (KAZ) Li Jinzi (CHN)          |

## Tabela medalowa
| Miejsce | Państwo           | Złoto | Srebro | Brąz | Razem |
| ------- | ----------------- | ----- | ------ | ---- | ----- |
| 1       | Wielka Brytania   | 3     | 1      | 1    | 5     |
| 2       | Ukraina           | 2     | 1      | 2    | 5     |
| 3       | Kuba              | 2     | 0      | 2    | 4     |
| 4       | Rosja             | 1     | 2      | 3    | 6     |
| 5       | Irlandia          | 1     | 1      | 2    | 4     |
| 5       | Kazachstan        | 1     | 1      | 2    | 4     |
| 7       | Chiny             | 1     | 1      | 1    | 3     |
| 8       | Japonia           | 1     | 0      | 1    | 2     |
| 8       | Stany Zjednoczone | 1     | 0      | 1    | 2     |
| 10      | Włochy            | 0     | 2      | 1    | 3     |
| 11      | Brazylia          | 0     | 1      | 2    | 3     |
| 12      | Mongolia          | 0     | 1      | 1    | 2     |
| 13      | Korea Południowa  | 0     | 1      | 0    | 1     |
| 13      | Tajlandia         | 0     | 1      | 0    | 1     |
| 15      | Azerbejdżan       | 0     | 0      | 2    | 2     |
| 16      | Bułgaria          | 0     | 0      | 1    | 1     |
| 16      | Indie             | 0     | 0      | 1    | 1     |
| 16      | Litwa             | 0     | 0      | 1    | 1     |
| 16      | Tadżykistan       | 0     | 0      | 1    | 1     |
| 16      | Uzbekistan        | 0     | 0      | 1    | 1     |
|         | Razem             | 13    | 13     | 26   | 52    |